# Irving Meretsky
Irving „Toots” Meretsky (ur. 17 maja 1912 w Windsor, zm. 18 maja 2006 tamże) – kanadyjski koszykarz, srebrny medalista letnich igrzysk olimpijskich w Berlinie. Zagrał w 2 spotkaniach.